# خواكين رييس كانو
خواكين رييس كانو (بالإسبانية: Joaquín Reyes Cano)‏ هو مقدم تلفزيوني ورسام توضيحي ومخرج وممثل إسباني، ولد في 16 أغسطس 1974 في إسبانيا. بدأ مشواره المهني سنة 2001.

## وصلات خارجية
- خواكين رييس كانو على موقع IMDb (الإنجليزية)
- خواكين رييس كانو على موقع ألو سيني (الفرنسية)
- خواكين رييس كانو على موقع أول موفي (الإنجليزية)
- خواكين رييس كانو على موقع ديسكوغز (الإنجليزية)
- خواكين رييس كانو على موقع قاعدة بيانات الفيلم (الإنجليزية)
- خواكين رييس كانو على موقع كينوبويسك (الروسية)